# 鲁道夫二世 (神圣罗马帝国)
鲁道夫二世（Rudolf II.，1552年7月18日—1612年1月20日，生于维也纳，卒于布拉格）是哈布斯堡王朝的神聖羅馬皇帝（1576年—1612年在位）。他也是匈牙利国王（称“鲁道夫”，1576年—1608年在位）、波希米亚国王（称“鲁道夫二世”，1576年—1611年在位）和奥地利大公（称“鲁道夫五世”，1576年—1608年）。
传统历史观点认为，鲁道夫是一个碌碌无为的统治者，他的政治失误直接导致了三十年战争的爆发；他同时又是文艺复兴艺术的忠实爱好者，还热衷神秘艺术和知识，促进了科学革命的发展。

## 生平

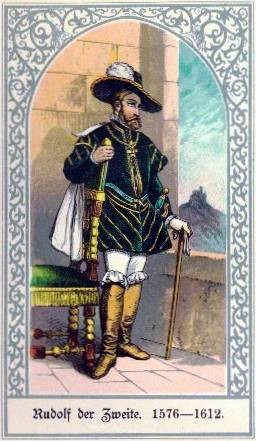
鲁道夫二世

鲁道夫的父亲是马克西米利安二世，母亲是查理五世的女儿玛丽亚。鲁道夫11岁时来到西班牙跟随他的舅舅（同时是堂伯父）腓力二世，在西班牙宫廷中接受严格的天主教教育，度过了8年时间。由于受到西班牙宫廷保守思想的约束，鲁道夫的性情孤僻，回到宫廷氛围相对宽松的维也纳后，令他父亲非常担心，而他来自西班牙的母亲却认为鲁道夫的行为端庄得体。鲁道夫一生保持着保守、神秘和沉默寡言的性格，他喜欢在家消遣，不喜欢出游，甚至不愿意参加日常的国家事务接待等。鲁道夫沉迷于占星术和炼金术，这在当时的文艺复兴时期是社会主流，他的兴趣爱好广泛，包括骑马、钟表、收集珍宝、收藏艺术品等。鲁道夫一生都没有结婚，但有过多个情人，他与一个朝臣的女儿卡塔琳娜·施特拉达（Katharina Strada）育有多个非婚孩子。
2005年6月捷克票選「最偉大的捷克人」（Největší Čech）中，他排名第64。

## 碌碌无为的统治者

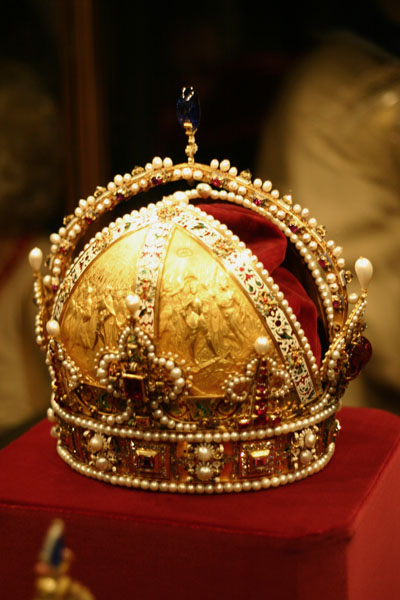
鲁道夫二世的大公帽，1804年成为了奥地利的皇冠。

在他父亲马克西米利安二世1576年去世后，鲁道夫成为了 波希米亞選侯當選的神圣罗马帝国皇帝，1583年他又将官邸从维也纳迁往布拉格，以远离维也纳喧闹的宫廷生活。鲁道夫执政期间几乎没有可圈可点的政绩，被认为是个庸碌的君主。由于他的碌碌无为，他经常要面对人们的指责，尤其是他的一反惯例不愿结婚，因此也没有合法的继承人。1590年代开始鲁道夫陷入了郁郁寡欢的痛苦之中，并且越来越严重。虽然是在信奉天主教的西班牙宫廷长大，但鲁道夫对待新教和其他宗教包括犹太教相当宽容，受到他父亲的影响，他从约1600年开始就放弃了大部分的天主教宗教活动，死前也拒绝接受最后一次圣礼。但他与新教接触也不多，除了反对教皇对新教的压迫政策，当天主教會发起反宗教改革运动时，鲁道夫将教皇國派来的代表送了回去，引发了政治动荡，差点引起一场内戰。
由于鲁道夫不愿向奥斯曼帝国妥协，而且顽固地认为他可以通过一次新十字军东征统一所有信奉基督教的国家，1593年他开始了一场同土耳其的战争，这场战争一直持续到1606年，被称为“漫长的战争”（或“奥斯曼战争”、“十三年战争”），期间的1604年他所统治的匈牙利发生叛乱，1605年鲁道夫被他的其他家庭成员迫使，将匈牙利事务的管理权交给了他的弟弟马蒂亚斯，马蒂亚斯在1606年艰难地分别同匈牙利叛乱者和土耳其人达成和平协议，鲁道夫对此非常生气，他认为马蒂亚斯所作出巨大的让步只是为了维持自己的权力，因此准备重新对土耳其开战。但马蒂亚斯争取到了匈牙利叛乱者的支持，迫使鲁道夫放弃了匈牙利、奥地利和摩拉维亚的王位给马蒂亚斯。
与此同时，波希米亚新教派看准了神圣罗马帝国最微弱的时机，提出更多宗教自由的要求，鲁道夫在1609年签署文件（Majestätsbriefe）满足了他们的要求，赋予信奉新教的波希米亚和西里西亚贵族以宗教信仰自由和特权，这一举动成为了后来1618年开始的三十年战争导火索。虽然波希米亚人的要求被满足了，但是他们却得寸进尺地施压要求更多自由，鲁道夫只得派兵镇压，波希米亚人转而向马蒂亚斯请求帮助，马蒂亚斯将鲁道夫囚禁在布拉格城堡中，直到1611年鲁道夫将波希米亚的王位让与马蒂亚斯。
被弟弟夺去所有实权的9个月后，鲁道夫于1612年1月20日去世，去世时只剩下神圣罗马帝国皇帝这个空头衔，马蒂亚斯在1612年6月13日继承了鲁道夫的皇位。1618年5月布拉格发生了第二次“掷出窗外事件”，波希米亚新教派为了捍卫先前鲁道夫文件赋予他们的权利，将两名皇帝的使者扔出窗外，引发了三十年战争（1618年—1648年）。

## 艺术的狂热爱好者

表现成“四季之神”威耳廷努斯的鲁道夫二世画像（威耳廷努斯是罗马神话中的四季之神，掌管四季变化，又称庭园和果树之神、果神星），朱塞佩·阿尔钦博托作于约1590年，这幅画像受到鲁道夫二世的特别推崇。

鲁道夫对当时的艺术和科学表现出浓厚的兴趣。他同天文学家第谷·布拉赫和约翰内斯·开普勒联系密切，先后任命他们为皇家天文学家编制星行表。后来开普勒在第谷·布拉赫观测资料的基础上，于1627年发表了可以用来计算太阳、月亮和行星的运动的《鲁道夫星行表》。
鲁道夫是同时代最大的收藏家之一，他的艺术收藏具有传奇色彩，维也纳艺术史博物馆中老彼得·布呂赫爾的画作大多出自他的收藏，他是风格主义画作的重要收藏者，还对石刻艺术情有独钟，他的石刻收藏在1648年布拉格之役时被瑞典人劫掠，如今散落到了世界各地。鲁道夫1602年命人完成的皇室皇冠在1804年成为了奥地利的皇冠。
鲁道夫经常邀请画家作画，由此形成了“鲁道夫绘画圈”，其中包括汉斯·冯·阿亨（Hans von Aachen）、朱塞佩·阿尔钦博托（Giuseppe Arcimboldo）、巴托洛莫斯·斯普兰格（Bartholomäus Spranger）和约瑟夫·海因茨（Joseph Heintz）。他同时也热衷于雕塑艺术和金匠。
據說伏尼契手稿可能曾被魯道夫買下。